# Жеребин, Дмитрий Сергеевич
Дми́трий Серге́евич Жеребин (23 февраля 1906 года, дер. Измайлово, Переславский уезд, Владимирская губерния, ныне Переславский район, Ярославская область — 27 июня 1982 года, Москва) — советский военный деятель, генерал-полковник (9 мая 1961 года). Герой Советского Союза (29 мая 1945 года).

## Начальная биография
Дмитрий Сергеевич Жеребин родился 23 февраля 1906 года в деревне Измайлово ныне Переславского района Ярославской области в крестьянской семье.
В детские и юношеские годы жил в Загорске, где окончил единую трудовую школу.

## Военная служба

### Довоенное время
В сентябре 1923 года призван в ряды РККА и направлен на учёбу в Московскую военно-инженерную школу, после окончания которой в сентябре 1927 года назначен на должность командира взвода в составе 10-го железнодорожного полка (Отдельная Кавказская Краснознамённая армия). В 1930 году вступил в ряды ВКП(б) и в декабре того же года назначен на должность курсового командира Московской военно-инженерной школы.
В сентябре 1931 года направлен на учёбу на инженерный факультет Военно-технической академии РККА, однако после окончания первого курса в мае 1932 года был переведён направлен на командный факультет Военно-инженерную академию РККА, после окончания которой в мае 1936 года назначен на должность начальника штаба отдельного сапёрного батальона Московской Пролетарской стрелковой дивизии (Московский военный округ), однако вскоре был направлен в Испанию, где в качестве военного специалиста и советника принимал участие в боевых действиях в ходе Гражданской войны. За образцовое выполнение боевых задач капитан Жеребин 22 октября 1937 года был награждён орденом Красного Знамени.
После возвращения из Испании в мае 1938 года назначен на должность начальника 3-го отделения 2-го отдела Инженерного управления РККА, а в июле того же года — на должность начальника 9-го отдела штаба Дальневосточного фронта, после чего принимал участие в боевых действиях у озера Хасан, в ходе которых возглавил инженерную службу Ударной группы войск фронта. За образцовое выполнение боевой задачи по укреплению высоты Заозёрная капитан Жеребин 25 октября 1938 награждён вторым орденом Красного Знамени, а также присвоено внеочередное звание «полковник».
В сентябре 1938 года назначен на должность начальника 9-го отдела штаба 1-й Отдельной Краснознамённой армии, а в ноябре 1940 года назначен на должность начальника отдела укреплённых районов штаба Дальневосточного фронта.

### Великая Отечественная война
С началом войны находился на прежней должности.
В декабре 1941 года назначен на должность заместителя командира 12-й стрелковой дивизии, а в марте 1942 года — на должность командира 96-й стрелковой дивизии (Дальневосточный фронт), которая в августе того же года была передислоцирована на запад и включена в состав 21-й армии, после чего во время Сталинградской битвы принимала участие в оборонительных боевых действиях в районе станицы Клетская, а затем — в операции «Уран», за что Жеребин был награждён орденом Суворова 2 степени.
В феврале 1943 года назначен на должность командира 58-й гвардейской стрелковой дивизии, а в апреле — на должность заместителя начальника штаба Юго-Западного фронта.
5 мая 1943 года Жеребин назначен на должность командира 32-го стрелкового корпуса, который вскоре принимал участие в боевых действиях в ходе Донбасской, Никопольско-Криворожской, Уманско-Ботошанской, Варшавско-Познанской, Висло-Одерской, Восточно-Померанской и Берлинской наступательных операций, а также в период с 30 января по 30 марта 1945 года — по захвату и расширению плацдарма на левом берегу Одера, освобождению Кюстрина, а с 16 апреля по 2 мая — в боевых действиях под Берлином и в его центральной части. За отличие при взятии Берлина корпусу присвоено почётное наименование «Берлинский».
Указом Президиума Верховного Совета СССР от 29 мая 1945 года за образцовое выполнение боевых заданий командования на фронте борьбы с немецко-фашистскими захватчиками и проявленные при этом отвагу и геройство генерал-лейтенанту Дмитрию Сергеевичу Жеребину было присвоено звание Героя Советского Союза с вручением ордена Ленина и медали «Золотая Звезда» (№ 5833).
За годы Великой Отечественной войны Жеребин 24 раза персонально упоминался в приказах Верховного Главнокомандующего СССР И. В. Сталина и по этому показателю является вторым после И. Ф. Дрёмова.

### Послевоенная карьера
После окончания войны продолжил командовать корпусом в составе Группы советских войск в Германии.
В январе 1947 года направлен на учёбу на основной курс Высшей военной академии имени К. Е. Ворошилова, который окончил в декабре 1948 года с отличием и золотой медалью и в феврале 1949 года назначен на должность начальника Оперативного управления штаба Московского военного округа, в сентябре 1950 года — на должность старшего военного советника при начальнике Генштаба Чехословацкой народной армии, в марте 1955 года — на должность начальника 2-го направления 10-го управления Генштаба, а в мае 1956 года — на должность помощника начальника Штаба Объединённых Вооружённых сил государств-участников Варшавского Договора по боевой подготовке — помощника начальника 10-го управления Генштаба.
Генерал-лейтенант Жеребин в феврале 1957 года переведён в войска ПВО и назначен на должность начальника кафедры оперативного искусства и тактики, в сентябре 1958 года — на должность 1-го заместителя начальника Военной командной академии ПВО по учебной работе — начальника учебного отдела, в апреле 1959 года — на должность командующего Особой Ленинградской армией ПВО — заместителя командующего войсками Ленинградского военного округа по Войскам ПВО страны, в феврале 1961 года — на должность командующего 6-й отдельной армией ПВО, а в январе 1962 года — на должность представителя Главнокомандующего Объединённых Вооружённых сил государств-участников Варшавского Договора в Войске Польском.
Генерал-полковник Дмитрий Сергеевич Жеребин в декабре 1968 года вышел в запас. Умер 27 июня 1982 года в Москве. Похоронен на Кунцевском кладбище (участок 9-3).

## Воинские звания
- Генерал-майор (29 января 1943 года);
- Генерал-лейтенант (20 апреля 1945 года);
- Генерал-полковник (9 мая 1961 года).

## Награды
- Медаль «Золотая Звезда» (№ 5833; 29.05.1945);
- Три ордена Ленина (06.04.45; 29.05.45; 20.06.49);
- Пять орденов Красного Знамени (22.10.37; 25.10.38; 03.11.44; 03.11.53; 30.10.67);
- Орден Суворова 2 степени (№ 156 от 17.09.43);
- Орден Кутузова 2 степени (№ 1118 от 13.09.44);
- Орден Богдана Хмельницкого 2 степени (№ 117 от 19.03.44);
- Медали;
- Иностранные ордена.

Почётные звания:
- Почётный гражданин городов Кишинёв и Серафимович (Волгоградская область), а также Сергиево-Посадского района (Московская область; 1995).

## Память
В городе Переславль-Залесский имя Д. С. Жеребина увековечено на памятнике Героям-переславцам, павшим в боях за Родину.
В декабре 2020 года имя генерала Жеребина присвоено улице в Сергиевом Посаде.